# Llista de topònims de Llardecans
Llista de topònims (noms propis de lloc) del municipi de Llardecans, al Segrià
Informació actualitzada per un bot. Els canvis manuals es perdran quan s'actualitzi!

## cabana
| imatge | Nom                            | Ubicat a   | instància de | Detalls | coordenades                                                          | Protecció | Commons (més fotos) | Dades a WD                    |
| ------ | ------------------------------ | ---------- | ------------ | ------- | -------------------------------------------------------------------- | --------- | ------------------- | ----------------------------- |
|        | Hort de Cornador               | Llardecans | cabana       |         | 41° 22′ 13″ N, 0° 34′ 27″ E / 41.3703944697543°N,0.574222748911357°E |           |                     | Modifica les dades a Wikidata |
|        | Pallera de Macip               | Llardecans | cabana       |         | 41° 22′ 15″ N, 0° 33′ 15″ E / 41.3707356202487°N,0.55418333503558°E  |           |                     | Modifica les dades a Wikidata |
|        | Pallera de Miqueló             | Llardecans | cabana       |         | 41° 22′ 10″ N, 0° 33′ 06″ E / 41.3693835265563°N,0.551591729005968°E |           |                     | Modifica les dades a Wikidata |
|        | Pallera de Tomàs               | Llardecans | cabana       |         | 41° 22′ 10″ N, 0° 33′ 04″ E / 41.3695065632537°N,0.551025180489806°E |           |                     | Modifica les dades a Wikidata |
|        | Pallera de la Badia            | Llardecans | cabana       |         | 41° 22′ 19″ N, 0° 33′ 00″ E / 41.3719795532218°N,0.549999775915717°E |           |                     | Modifica les dades a Wikidata |
|        | Pallera de la Bernarda         | Llardecans | cabana       |         | 41° 22′ 20″ N, 0° 32′ 58″ E / 41.3722267909585°N,0.549344842191134°E |           |                     | Modifica les dades a Wikidata |
|        | Pallera de la Rita             | Llardecans | cabana       |         | 41° 22′ 15″ N, 0° 32′ 52″ E / 41.3708419948335°N,0.547758835025097°E |           |                     | Modifica les dades a Wikidata |
|        | Pallera del Cafeter            | Llardecans | cabana       |         | 41° 22′ 25″ N, 0° 32′ 21″ E / 41.3737301089957°N,0.539184902943631°E |           |                     | Modifica les dades a Wikidata |
|        | Pallera del Mateu de Font      | Llardecans | cabana       |         | 41° 22′ 09″ N, 0° 32′ 49″ E / 41.3692194671872°N,0.546851365889242°E |           |                     | Modifica les dades a Wikidata |
|        | Pallera del Negret             | Llardecans | cabana       |         | 41° 20′ 56″ N, 0° 35′ 03″ E / 41.3488887167833°N,0.584165132900289°E |           |                     | Modifica les dades a Wikidata |
|        | Pallera del Roman              | Llardecans | cabana       |         | 41° 22′ 31″ N, 0° 33′ 08″ E / 41.3753524848382°N,0.55232434221674°E  |           |                     | Modifica les dades a Wikidata |
|        | cabana de Benito del Tossalet  | Llardecans | cabana       |         | 41° 23′ 30″ N, 0° 30′ 29″ E / 41.3916385949718°N,0.507975256863485°E |           |                     | Modifica les dades a Wikidata |
|        | cabana de Concepció Pubill     | Llardecans | cabana       |         | 41° 23′ 30″ N, 0° 32′ 01″ E / 41.3917240266113°N,0.533662206150096°E |           |                     | Modifica les dades a Wikidata |
|        | cabana de Josep Maria Esquerda | Llardecans | cabana       |         | 41° 22′ 54″ N, 0° 31′ 48″ E / 41.3816857031002°N,0.530071616044681°E |           |                     | Modifica les dades a Wikidata |
|        | cabana de Ramon d'Escaleta     | Llardecans | cabana       |         | 41° 23′ 41″ N, 0° 29′ 09″ E / 41.3946849730594°N,0.485731765416872°E |           |                     | Modifica les dades a Wikidata |
|        | cabana de Ramon d'Escaleta     | Llardecans | cabana       |         | 41° 24′ 20″ N, 0° 28′ 31″ E / 41.4054788586914°N,0.475231027070977°E |           |                     | Modifica les dades a Wikidata |
|        | cabana de Ramon del Calbo      | Llardecans | cabana       |         | 41° 23′ 42″ N, 0° 29′ 27″ E / 41.3949774527698°N,0.490875515915791°E |           |                     | Modifica les dades a Wikidata |
|        | cabana de Ramon del Coixo      | Llardecans | cabana       |         | 41° 24′ 16″ N, 0° 29′ 24″ E / 41.4043884035198°N,0.490010873973003°E |           |                     | Modifica les dades a Wikidata |
|        | cabana de Ramon del Coixo      | Llardecans | cabana       |         | 41° 22′ 45″ N, 0° 30′ 17″ E / 41.3791366832774°N,0.504614411759334°E |           |                     | Modifica les dades a Wikidata |
|        | cabana de l'Abel               | Llardecans | cabana       |         | 41° 23′ 44″ N, 0° 31′ 55″ E / 41.3955866027822°N,0.531925328603872°E |           |                     | Modifica les dades a Wikidata |
|        | cabana de l'Antònia            | Llardecans | cabana       |         | 41° 23′ 50″ N, 0° 29′ 33″ E / 41.3973457232374°N,0.492506771409976°E |           |                     | Modifica les dades a Wikidata |
|        | cabana de l'Ermengol           | Llardecans | cabana       |         | 41° 23′ 23″ N, 0° 31′ 41″ E / 41.3897645058733°N,0.527971727471476°E |           |                     | Modifica les dades a Wikidata |
|        | cabana de l'Estanquer          | Llardecans | cabana       |         | 41° 23′ 54″ N, 0° 28′ 30″ E / 41.3984651607784°N,0.474928514147602°E |           |                     | Modifica les dades a Wikidata |
|        | cabana del Caxiol              | Llardecans | cabana       |         | 41° 23′ 35″ N, 0° 31′ 07″ E / 41.3929667366498°N,0.518581113717758°E |           |                     | Modifica les dades a Wikidata |
|        | cabana del Magí                | Llardecans | cabana       |         | 41° 23′ 57″ N, 0° 29′ 53″ E / 41.3990447146526°N,0.498147005140535°E |           |                     | Modifica les dades a Wikidata |
|        | cabana del Segura              | Llardecans | cabana       |         | 41° 24′ 48″ N, 0° 28′ 51″ E / 41.4133368115643°N,0.480765013636664°E |           |                     | Modifica les dades a Wikidata |
|        | cabana del Severino            | Llardecans | cabana       |         | 41° 25′ 08″ N, 0° 29′ 14″ E / 41.4187584699332°N,0.487339528688062°E |           |                     | Modifica les dades a Wikidata |
|        | cabana del Ximet               | Llardecans | cabana       |         | 41° 23′ 37″ N, 0° 30′ 50″ E / 41.3936680292004°N,0.513937707628065°E |           |                     | Modifica les dades a Wikidata |
|        | cabana del Ximet de l'Atxa     | Llardecans | cabana       |         | 41° 23′ 53″ N, 0° 30′ 14″ E / 41.3979719899483°N,0.503905616557617°E |           |                     | Modifica les dades a Wikidata |
|        | cobert de Font                 | Llardecans | cabana       |         | 41° 23′ 30″ N, 0° 35′ 07″ E / 41.3917207005565°N,0.585282147969642°E |           |                     | Modifica les dades a Wikidata |
|        | corral d'Isidro                | Llardecans | cabana       |         | 41° 24′ 08″ N, 0° 31′ 27″ E / 41.4022461484746°N,0.52413715448042°E  |           |                     | Modifica les dades a Wikidata |
|        | corral de Batistet             | Llardecans | cabana       |         | 41° 24′ 27″ N, 0° 33′ 19″ E / 41.4074345736222°N,0.55531894709719°E  |           |                     | Modifica les dades a Wikidata |
|        | corral de Carme i Ramona       | Llardecans | cabana       |         | 41° 23′ 36″ N, 0° 29′ 38″ E / 41.3933137558652°N,0.493881771987858°E |           |                     | Modifica les dades a Wikidata |
|        | corral de Font                 | Llardecans | cabana       |         | 41° 25′ 01″ N, 0° 31′ 18″ E / 41.4169969923831°N,0.521542717071587°E |           |                     | Modifica les dades a Wikidata |
|        | corral de Marcó                | Llardecans | cabana       |         | 41° 25′ 29″ N, 0° 28′ 56″ E / 41.4246638051995°N,0.482265482609393°E |           |                     | Modifica les dades a Wikidata |
|        | corral de Segura               | Llardecans | cabana       |         | 41° 24′ 41″ N, 0° 28′ 35″ E / 41.4112939757235°N,0.476321742345276°E |           |                     | Modifica les dades a Wikidata |
|        | corral de l'Escaleta           | Llardecans | cabana       |         | 41° 24′ 07″ N, 0° 29′ 11″ E / 41.4018772355303°N,0.486375454173804°E |           |                     | Modifica les dades a Wikidata |
|        | corral de l'Esclau             | Llardecans | cabana       |         | 41° 25′ 13″ N, 0° 31′ 29″ E / 41.4202792213923°N,0.524648488615639°E |           |                     | Modifica les dades a Wikidata |
|        | corral de la Bernarda          | Llardecans | cabana       |         | 41° 23′ 44″ N, 0° 30′ 10″ E / 41.3956356233052°N,0.50290662821853°E  |           |                     | Modifica les dades a Wikidata |
|        | corral de la Viuda d'Antònio   | Llardecans | cabana       |         | 41° 24′ 39″ N, 0° 29′ 09″ E / 41.4107428475977°N,0.485698551115085°E |           |                     | Modifica les dades a Wikidata |
|        | corral del Cabaler             | Llardecans | cabana       |         | 41° 24′ 22″ N, 0° 30′ 21″ E / 41.4061561461219°N,0.505853176258511°E |           |                     | Modifica les dades a Wikidata |
|        | corral del Forner              | Llardecans | cabana       |         | 41° 25′ 04″ N, 0° 31′ 14″ E / 41.4176713693524°N,0.520655596133977°E |           |                     | Modifica les dades a Wikidata |
|        | corral del Gendre Minguet      | Llardecans | cabana       |         | 41° 20′ 41″ N, 0° 33′ 11″ E / 41.3447252051288°N,0.552946440453906°E |           |                     | Modifica les dades a Wikidata |
|        | corral del Marquet             | Llardecans | cabana       |         | 41° 24′ 45″ N, 0° 30′ 09″ E / 41.4124803404626°N,0.502608211025363°E |           |                     | Modifica les dades a Wikidata |
|        | corral del Metget              | Llardecans | cabana       |         | 41° 25′ 03″ N, 0° 31′ 45″ E / 41.4174750854291°N,0.529110214061685°E |           |                     | Modifica les dades a Wikidata |
|        | corral del Mig                 | Llardecans | cabana       |         | 41° 24′ 47″ N, 0° 30′ 57″ E / 41.4129276799365°N,0.515775335177968°E |           |                     | Modifica les dades a Wikidata |
|        | corral del Miquel de la Premsa | Llardecans | cabana       |         | 41° 22′ 17″ N, 0° 33′ 02″ E / 41.3714955281757°N,0.550532071411597°E |           |                     | Modifica les dades a Wikidata |
|        | corral del Quico Bruno         | Llardecans | cabana       |         | 41° 22′ 40″ N, 0° 33′ 15″ E / 41.3776880065596°N,0.554149933306864°E |           |                     | Modifica les dades a Wikidata |
|        | corral del Segura              | Llardecans | cabana       |         | 41° 24′ 46″ N, 0° 28′ 52″ E / 41.4129129841673°N,0.481152280132392°E |           |                     | Modifica les dades a Wikidata |
|        | corral del Sila                | Llardecans | cabana       |         | 41° 23′ 39″ N, 0° 29′ 08″ E / 41.3940961231896°N,0.485575063645288°E |           |                     | Modifica les dades a Wikidata |
|        | corral del Xavo                | Llardecans | cabana       |         | 41° 25′ 22″ N, 0° 29′ 02″ E / 41.42286179773°N,0.483878713344026°E   |           |                     | Modifica les dades a Wikidata |
|        | era de Francisco               | Llardecans | cabana       |         | 41° 23′ 41″ N, 0° 31′ 39″ E / 41.3946876007461°N,0.527390400167687°E |           |                     | Modifica les dades a Wikidata |
|        | era de Ramon del Coixo         | Llardecans | cabana       |         | 41° 24′ 17″ N, 0° 29′ 23″ E / 41.4045917265641°N,0.489835571214789°E |           |                     | Modifica les dades a Wikidata |
|        | era de l'Antònia               | Llardecans | cabana       |         | 41° 23′ 53″ N, 0° 29′ 38″ E / 41.3980053521492°N,0.493844977657652°E |           |                     | Modifica les dades a Wikidata |
|        | era del Cabaler                | Llardecans | cabana       |         | 41° 24′ 26″ N, 0° 30′ 17″ E / 41.407212°N,0.504703°E                 |           |                     | Modifica les dades a Wikidata |
|        | era del Magí                   | Llardecans | cabana       |         | 41° 24′ 28″ N, 0° 28′ 46″ E / 41.407722936366°N,0.479402908790097°E  |           |                     | Modifica les dades a Wikidata |
|        | era del Ximet de l'Atxa        | Llardecans | cabana       |         | 41° 24′ 12″ N, 0° 30′ 01″ E / 41.4032313073184°N,0.500151480370469°E |           |                     | Modifica les dades a Wikidata |

## casa
| imatge | Nom                                   | Ubicat a   | instància de | Detalls                     | coordenades                                          | Protecció                                  | Commons (més fotos) | Dades a WD                    |
| ------ | ------------------------------------- | ---------- | ------------ | --------------------------- | ---------------------------------------------------- | ------------------------------------------ | ------------------- | ----------------------------- |
|        | Ca l'Apotecari                        | Llardecans | casa         | Estil: arquitectura popular | 41° 22′ 28″ N, 0° 32′ 58″ E / 41.37448°N,0.549325°E  | bé integrant del patrimoni cultural català |                     | Modifica les dades a Wikidata |
|        | Ca la Bernarda                        | Llardecans | casa         |                             | 41° 22′ 28″ N, 0° 32′ 57″ E / 41.3745°N,0.549127°E   | bé integrant del patrimoni cultural català |                     | Modifica les dades a Wikidata |
|        | Casa Cebrià                           | Llardecans | casa         | Estil: arquitectura popular | 41° 22′ 26″ N, 0° 32′ 58″ E / 41.373918°N,0.549582°E | bé integrant del patrimoni cultural català |                     | Modifica les dades a Wikidata |
|        | Casa Cornadó                          | Llardecans | casa         | Estil: arquitectura popular | 41° 22′ 28″ N, 0° 33′ 01″ E / 41.374449°N,0.550226°E | bé integrant del patrimoni cultural català |                     | Modifica les dades a Wikidata |
|        | Casa Miarnau                          | Llardecans | casa         | Estil: arquitectura popular | 41° 22′ 29″ N, 0° 33′ 01″ E / 41.374779°N,0.550387°E | bé integrant del patrimoni cultural català |                     | Modifica les dades a Wikidata |
|        | Casal a la plaça de la Constitució, 1 | Llardecans | casa         | Estil: arquitectura popular | 41° 22′ 31″ N, 0° 33′ 00″ E / 41.375209°N,0.549944°E | bé integrant del patrimoni cultural català |                     | Modifica les dades a Wikidata |
|        | casa al carrer Major, 15              | Llardecans | casa         | Estil: arquitectura popular | 41° 22′ 28″ N, 0° 33′ 01″ E / 41.37451°N,0.5504°E    | bé integrant del patrimoni cultural català |                     | Modifica les dades a Wikidata |
|        | casa al carrer de la Presó, 3         | Llardecans | casa         | Estil: arquitectura popular | 41° 22′ 29″ N, 0° 32′ 58″ E / 41.374837°N,0.549488°E | bé integrant del patrimoni cultural català |                     | Modifica les dades a Wikidata |
|        | habitatge al carrer Lleida, 1         | Llardecans | casa         | Estil: arquitectura popular | 41° 22′ 30″ N, 0° 32′ 57″ E / 41.374963°N,0.549292°E | bé integrant del patrimoni cultural català |                     | Modifica les dades a Wikidata |

## cova
| imatge | Nom                  | Ubicat a   | instància de | Detalls | coordenades                                                          | Protecció | Commons (més fotos) | Dades a WD                    |
| ------ | -------------------- | ---------- | ------------ | ------- | -------------------------------------------------------------------- | --------- | ------------------- | ----------------------------- |
|        | cova del Gravat      | Llardecans | cova         |         | 41° 19′ 46″ N, 0° 33′ 42″ E / 41.3294097324257°N,0.561656996153867°E |           |                     | Modifica les dades a Wikidata |
|        | cova dels Mangraners | Llardecans | cova         |         | 41° 19′ 29″ N, 0° 33′ 49″ E / 41.324832926154°N,0.563715483060444°E  |           |                     | Modifica les dades a Wikidata |

## edifici
| imatge | Nom                  | Ubicat a   | instància de                | Detalls                     | coordenades                                                         | Protecció                                  | Commons (més fotos) | Dades a WD                    |
| ------ | -------------------- | ---------- | --------------------------- | --------------------------- | ------------------------------------------------------------------- | ------------------------------------------ | ------------------- | ----------------------------- |
|        | Farmàcia Tomàs Piñol | Llardecans | edifici oficina de farmàcia | 1846                        | 41° 22′ 28″ N, 0° 33′ 03″ E / 41.374431°N,0.550846°E ca:C. Vall, 12 | bé cultural d'interès local                |                     | Modifica les dades a Wikidata |
|        | la Teuleria          | Llardecans | edifici                     | Estil: arquitectura popular |                                                                     | bé integrant del patrimoni cultural català |                     | Modifica les dades a Wikidata |

## església
| imatge | Nom                       | Ubicat a   | instància de     | Detalls                                  | coordenades                                                                       | Protecció                   | Commons (més fotos)           | Dades a WD                    |
| ------ | ------------------------- | ---------- | ---------------- | ---------------------------------------- | --------------------------------------------------------------------------------- | --------------------------- | ----------------------------- | ----------------------------- |
|        | Ermita de Loreto          | Llardecans | església         | Estil: arquitectura popular 20th century | 41° 22′ 29″ N, 0° 32′ 56″ E / 41.37469°N,0.548836°E ca:Carrer Loreto, 14 390 msnm | bé cultural d'interès local | Ermita de Loreto (Llardecans) | Modifica les dades a Wikidata |
|        | Sant Marc d'Adar          | Llardecans | església capella |                                          | 41° 25′ 25″ N, 0° 30′ 00″ E / 41.4235187875827°N,0.499959402299703°E              |                             |                               | Modifica les dades a Wikidata |
|        | Santa Maria de Llardecans | Llardecans | església         | Estil: arquitectura barroca              | 41° 22′ 31″ N, 0° 33′ 01″ E / 41.375369°N,0.550263°E                              | bé cultural d'interès local | Santa Maria de Llardecans     | Modifica les dades a Wikidata |

## granja
| imatge | Nom                             | Ubicat a   | instància de | Detalls | coordenades                                                          | Protecció | Commons (més fotos) | Dades a WD                    |
| ------ | ------------------------------- | ---------- | ------------ | ------- | -------------------------------------------------------------------- | --------- | ------------------- | ----------------------------- |
|        | Granges de Font                 | Llardecans | granja       |         | 41° 23′ 33″ N, 0° 35′ 03″ E / 41.3925443249277°N,0.584187186010058°E |           |                     | Modifica les dades a Wikidata |
|        | Granges de Xavier Bonastre      | Llardecans | granja       |         | 41° 22′ 12″ N, 0° 33′ 53″ E / 41.3700340410847°N,0.564838622166105°E |           |                     | Modifica les dades a Wikidata |
|        | Granges de l'Andreu             | Llardecans | granja       |         | 41° 21′ 43″ N, 0° 33′ 28″ E / 41.3620749453272°N,0.557747545962063°E |           |                     | Modifica les dades a Wikidata |
|        | Granges de l'Escolà             | Llardecans | granja       |         | 41° 22′ 24″ N, 0° 34′ 43″ E / 41.3734335030216°N,0.578677269818786°E |           |                     | Modifica les dades a Wikidata |
|        | Granges de l'Estudiant          | Llardecans | granja       |         | 41° 22′ 09″ N, 0° 34′ 27″ E / 41.3691397498893°N,0.574090043563315°E |           |                     | Modifica les dades a Wikidata |
|        | Granges de l'Àlvaro             | Llardecans | granja       |         | 41° 22′ 09″ N, 0° 33′ 30″ E / 41.3692495593319°N,0.558423616907694°E |           |                     | Modifica les dades a Wikidata |
|        | Granges del Bartolo             | Llardecans | granja       |         | 41° 22′ 21″ N, 0° 34′ 33″ E / 41.3726273942953°N,0.575897373113267°E |           |                     | Modifica les dades a Wikidata |
|        | Granges del Liso                | Llardecans | granja       |         | 41° 21′ 56″ N, 0° 32′ 15″ E / 41.3655155050036°N,0.537474172315229°E |           |                     | Modifica les dades a Wikidata |
|        | Granges del Lluís de la Mariana | Llardecans | granja       |         | 41° 22′ 10″ N, 0° 33′ 17″ E / 41.36954265085°N,0.554837799092648°E   |           |                     | Modifica les dades a Wikidata |
|        | Granges del Maties              | Llardecans | granja       |         | 41° 22′ 03″ N, 0° 32′ 59″ E / 41.3674329086007°N,0.549656354000403°E |           |                     | Modifica les dades a Wikidata |
|        | Granges del Mestre              | Llardecans | granja       |         | 41° 21′ 53″ N, 0° 33′ 30″ E / 41.3648254947866°N,0.55833804034228°E  |           |                     | Modifica les dades a Wikidata |
|        | Granges del Patarreco           | Llardecans | granja       |         | 41° 22′ 08″ N, 0° 33′ 13″ E / 41.3688847446117°N,0.5535472969531°E   |           |                     | Modifica les dades a Wikidata |
|        | Granges del Racó                | Llardecans | granja       |         | 41° 21′ 47″ N, 0° 33′ 24″ E / 41.3631150638258°N,0.556680516680071°E |           |                     | Modifica les dades a Wikidata |
|        | Granges del Raimunda            | Llardecans | granja       |         | 41° 22′ 07″ N, 0° 32′ 54″ E / 41.3687113453746°N,0.548364947830599°E |           |                     | Modifica les dades a Wikidata |
|        | Granges del Sastre              | Llardecans | granja       |         | 41° 21′ 56″ N, 0° 33′ 28″ E / 41.3656235262524°N,0.557746289904628°E |           |                     | Modifica les dades a Wikidata |
|        | Granges del Tano                | Llardecans | granja       |         | 41° 21′ 44″ N, 0° 33′ 18″ E / 41.3622932713308°N,0.554882204676831°E |           |                     | Modifica les dades a Wikidata |
|        | Granges del Tonyeto             | Llardecans | granja       |         | 41° 22′ 07″ N, 0° 33′ 56″ E / 41.3687440336947°N,0.565592150856805°E |           |                     | Modifica les dades a Wikidata |
|        | Granges del Venturet            | Llardecans | granja       |         | 41° 22′ 26″ N, 0° 33′ 56″ E / 41.3739860472358°N,0.565599872120123°E |           |                     | Modifica les dades a Wikidata |
|        | Granja de l'Estudiant           | Llardecans | granja       |         | 41° 22′ 13″ N, 0° 34′ 31″ E / 41.370271653332°N,0.57520407694898°E   |           |                     | Modifica les dades a Wikidata |
|        | Granja del Comantergue          | Llardecans | granja       |         | 41° 21′ 29″ N, 0° 34′ 24″ E / 41.3580628187294°N,0.573294294525982°E |           |                     | Modifica les dades a Wikidata |

## masia
| imatge | Nom                           | Ubicat a   | instància de | Detalls | coordenades                                                          | Protecció | Commons (més fotos) | Dades a WD                    |
| ------ | ----------------------------- | ---------- | ------------ | ------- | -------------------------------------------------------------------- | --------- | ------------------- | ----------------------------- |
|        | Mas de Bartolo                | Llardecans | masia        |         | 41° 21′ 43″ N, 0° 33′ 40″ E / 41.361869047237°N,0.56117077419516°E   |           |                     | Modifica les dades a Wikidata |
|        | Mas de Batistet               | Llardecans | masia        |         | 41° 22′ 26″ N, 0° 34′ 52″ E / 41.373997247355°N,0.58104402221628°E   |           |                     | Modifica les dades a Wikidata |
|        | Mas de Benito                 | Llardecans | masia        |         | 41° 25′ 25″ N, 0° 31′ 46″ E / 41.4235801234183°N,0.529464985218609°E |           |                     | Modifica les dades a Wikidata |
|        | Mas de Bepo                   | Llardecans | masia        |         | 41° 20′ 43″ N, 0° 34′ 17″ E / 41.3452617547552°N,0.571463250780251°E |           |                     | Modifica les dades a Wikidata |
|        | Mas de Bernat                 | Llardecans | masia        |         | 41° 23′ 51″ N, 0° 32′ 53″ E / 41.3973988916175°N,0.548016210869424°E |           |                     | Modifica les dades a Wikidata |
|        | Mas de Bonastre               | Llardecans | masia        |         | 41° 24′ 58″ N, 0° 30′ 34″ E / 41.4162030841548°N,0.509392998774128°E |           |                     | Modifica les dades a Wikidata |
|        | Mas de Bonastret              | Llardecans | masia        |         | 41° 19′ 32″ N, 0° 33′ 50″ E / 41.3254777107605°N,0.563966255073097°E |           |                     | Modifica les dades a Wikidata |
|        | Mas de Brunet                 | Llardecans | masia        |         | 41° 24′ 08″ N, 0° 32′ 42″ E / 41.4021610799378°N,0.544954257490743°E |           |                     | Modifica les dades a Wikidata |
|        | Mas de Carles                 | Llardecans | masia        |         | 41° 24′ 38″ N, 0° 33′ 10″ E / 41.4104959777178°N,0.552739621986938°E |           |                     | Modifica les dades a Wikidata |
|        | Mas de Carnestoltes           | Llardecans | masia        |         | 41° 19′ 31″ N, 0° 34′ 45″ E / 41.3252023081834°N,0.579078693272785°E |           |                     | Modifica les dades a Wikidata |
|        | Mas de Carransa               | Llardecans | masia        |         | 41° 20′ 25″ N, 0° 33′ 58″ E / 41.3403416442286°N,0.5662324823168°E   |           |                     | Modifica les dades a Wikidata |
|        | Mas de Cisco                  | Llardecans | masia        |         | 41° 23′ 45″ N, 0° 31′ 40″ E / 41.395913543381°N,0.527858227988404°E  |           |                     | Modifica les dades a Wikidata |
|        | Mas de Cornador               | Llardecans | masia        |         | 41° 23′ 24″ N, 0° 34′ 07″ E / 41.389944305182°N,0.5684929587873°E    |           |                     | Modifica les dades a Wikidata |
|        | Mas de Florença               | Llardecans | masia        |         | 41° 19′ 49″ N, 0° 33′ 26″ E / 41.3303666703447°N,0.557092678824248°E |           |                     | Modifica les dades a Wikidata |
|        | Mas de Font                   | Llardecans | masia        |         | 41° 25′ 05″ N, 0° 31′ 16″ E / 41.4181689214934°N,0.521175083806405°E |           |                     | Modifica les dades a Wikidata |
|        | Mas de Francisco              | Llardecans | masia        |         | 41° 23′ 43″ N, 0° 31′ 40″ E / 41.3952514619918°N,0.527644115171816°E |           |                     | Modifica les dades a Wikidata |
|        | Mas de Francisco del Tossalet | Llardecans | masia        |         | 41° 23′ 23″ N, 0° 29′ 46″ E / 41.38967897986°N,0.496126350251376°E   |           |                     | Modifica les dades a Wikidata |
|        | Mas de Goleta                 | Llardecans | masia        |         | 41° 26′ 09″ N, 0° 29′ 54″ E / 41.4359242564086°N,0.498465842769287°E |           |                     | Modifica les dades a Wikidata |
|        | Mas de Joanet                 | Llardecans | masia        |         | 41° 25′ 54″ N, 0° 31′ 28″ E / 41.4318009605775°N,0.524342226344631°E |           |                     | Modifica les dades a Wikidata |
|        | Mas de Joano                  | Llardecans | masia        |         | 41° 24′ 13″ N, 0° 33′ 03″ E / 41.403702430745°N,0.550925204838536°E  |           |                     | Modifica les dades a Wikidata |
|        | Mas de Lluïset                | Llardecans | masia        |         | 41° 24′ 28″ N, 0° 32′ 54″ E / 41.4077112153581°N,0.548429825718081°E |           |                     | Modifica les dades a Wikidata |
|        | Mas de Macip                  | Llardecans | masia        |         | 41° 22′ 45″ N, 0° 31′ 46″ E / 41.379204661567°N,0.529432908453°E     |           |                     | Modifica les dades a Wikidata |
|        | Mas de Maials                 | Llardecans | masia        |         | 41° 26′ 19″ N, 0° 29′ 21″ E / 41.438667232904°N,0.489192455641025°E  |           |                     | Modifica les dades a Wikidata |
|        | Mas de Marc                   | Llardecans | masia        |         | 41° 23′ 32″ N, 0° 28′ 31″ E / 41.3921760107001°N,0.475219894553734°E |           |                     | Modifica les dades a Wikidata |
|        | Mas de Miarnau                | Llardecans | masia        |         | 41° 24′ 55″ N, 0° 29′ 23″ E / 41.415272329337°N,0.48978021474249°E   |           |                     | Modifica les dades a Wikidata |
|        | Mas de Palejà                 | Llardecans | masia        |         | 41° 24′ 17″ N, 0° 32′ 59″ E / 41.4047818508393°N,0.549592700628248°E |           |                     | Modifica les dades a Wikidata |
|        | Mas de Pauet                  | Llardecans | masia        |         | 41° 24′ 09″ N, 0° 33′ 53″ E / 41.4024492363901°N,0.564860254624382°E |           |                     | Modifica les dades a Wikidata |
|        | Mas de Pieta                  | Llardecans | masia        |         | 41° 25′ 26″ N, 0° 31′ 39″ E / 41.4238794306334°N,0.527467280594316°E |           |                     | Modifica les dades a Wikidata |
|        | Mas de Plàcido                | Llardecans | masia        |         | 41° 20′ 40″ N, 0° 34′ 21″ E / 41.3445447111603°N,0.572481879944815°E |           |                     | Modifica les dades a Wikidata |
|        | Mas de Rossell                | Llardecans | masia        |         | 41° 21′ 07″ N, 0° 34′ 34″ E / 41.3518470170941°N,0.576226611309575°E |           |                     | Modifica les dades a Wikidata |
|        | Mas de Sentís                 | Llardecans | masia        |         | 41° 24′ 48″ N, 0° 32′ 54″ E / 41.4132992909058°N,0.548195680772872°E |           |                     | Modifica les dades a Wikidata |
|        | Mas de Torroja                | Llardecans | masia        |         | 41° 22′ 19″ N, 0° 35′ 09″ E / 41.3718972527244°N,0.585716860126101°E |           |                     | Modifica les dades a Wikidata |
|        | Mas de l'Andreu               | Llardecans | masia        |         | 41° 21′ 53″ N, 0° 34′ 27″ E / 41.364846768505°N,0.57421009729183°E   |           |                     | Modifica les dades a Wikidata |
|        | Mas de l'Esquerrer            | Llardecans | masia        |         | 41° 20′ 47″ N, 0° 33′ 40″ E / 41.3464551021816°N,0.561032761232494°E |           |                     | Modifica les dades a Wikidata |
|        | Mas de l'Estudiant            | Llardecans | masia        |         | 41° 19′ 23″ N, 0° 34′ 23″ E / 41.3229948422299°N,0.573055256459215°E |           |                     | Modifica les dades a Wikidata |
|        | Mas de l'Eugènio del Tonyo    | Llardecans | masia        |         | 41° 20′ 30″ N, 0° 33′ 09″ E / 41.3416881721192°N,0.552438753292997°E |           |                     | Modifica les dades a Wikidata |
|        | Mas de l'Hipòlit              | Llardecans | masia        |         | 41° 20′ 47″ N, 0° 33′ 04″ E / 41.3463314396497°N,0.550973984026221°E |           |                     | Modifica les dades a Wikidata |
|        | Mas de l'Home                 | Llardecans | masia        |         | 41° 25′ 25″ N, 0° 30′ 27″ E / 41.4235028527175°N,0.507522452843768°E |           |                     | Modifica les dades a Wikidata |
|        | Mas de l'Hostal               | Llardecans | masia        |         | 41° 25′ 51″ N, 0° 29′ 12″ E / 41.4309220969859°N,0.486738629770344°E |           |                     | Modifica les dades a Wikidata |
|        | Mas de l'Isidre               | Llardecans | masia        |         | 41° 21′ 02″ N, 0° 33′ 02″ E / 41.3504498802615°N,0.550664172073862°E |           |                     | Modifica les dades a Wikidata |
|        | Mas de l'Àngel del Planxat    | Llardecans | masia        |         | 41° 25′ 05″ N, 0° 31′ 45″ E / 41.4179193854135°N,0.529248908051758°E |           |                     | Modifica les dades a Wikidata |
|        | Mas de la Bernarda            | Llardecans | masia        |         | 41° 25′ 28″ N, 0° 29′ 14″ E / 41.4243787467339°N,0.487350095024986°E |           |                     | Modifica les dades a Wikidata |
|        | Mas de la Boina               | Llardecans | masia        |         | 41° 23′ 50″ N, 0° 34′ 50″ E / 41.3972412412°N,0.580544438766875°E    |           |                     | Modifica les dades a Wikidata |
|        | Mas de la Comanterga          | Llardecans | masia        |         | 41° 24′ 15″ N, 0° 33′ 16″ E / 41.4042294756509°N,0.554530009623913°E |           |                     | Modifica les dades a Wikidata |
|        | Mas de la Comantergue         | Llardecans | masia        |         | 41° 21′ 31″ N, 0° 33′ 57″ E / 41.358544287965°N,0.565817085712742°E  |           |                     | Modifica les dades a Wikidata |
|        | Mas de la Pasqualina          | Llardecans | masia        |         | 41° 24′ 38″ N, 0° 30′ 50″ E / 41.4106368265303°N,0.513960460937965°E |           |                     | Modifica les dades a Wikidata |
|        | Mas de la Serena              | Llardecans | masia        |         | 41° 20′ 46″ N, 0° 34′ 38″ E / 41.3461488654335°N,0.577226874197101°E |           |                     | Modifica les dades a Wikidata |
|        | Mas de la Tonyeta             | Llardecans | masia        |         | 41° 21′ 03″ N, 0° 34′ 55″ E / 41.3509392091543°N,0.581878045731688°E |           |                     | Modifica les dades a Wikidata |
|        | Mas del Badio                 | Llardecans | masia        |         | 41° 24′ 25″ N, 0° 31′ 46″ E / 41.4069017946785°N,0.529546969862816°E |           |                     | Modifica les dades a Wikidata |
|        | Mas del Barraca               | Llardecans | masia        |         | 41° 19′ 35″ N, 0° 33′ 46″ E / 41.3264948540451°N,0.562661844794293°E |           |                     | Modifica les dades a Wikidata |
|        | Mas del Bernat                | Llardecans | masia        |         | 41° 23′ 57″ N, 0° 30′ 47″ E / 41.3992049798674°N,0.513008899086143°E |           |                     | Modifica les dades a Wikidata |
|        | Mas del Bienvenido            | Llardecans | masia        |         | 41° 24′ 58″ N, 0° 31′ 54″ E / 41.416178149187°N,0.5316208193184°E    |           |                     | Modifica les dades a Wikidata |
|        | Mas del Blai                  | Llardecans | masia        |         | 41° 24′ 42″ N, 0° 33′ 55″ E / 41.411624597673°N,0.565175444277668°E  |           |                     | Modifica les dades a Wikidata |
|        | Mas del Bonastret             | Llardecans | masia        |         | 41° 20′ 40″ N, 0° 34′ 42″ E / 41.3443245629055°N,0.578274552702393°E |           |                     | Modifica les dades a Wikidata |
|        | Mas del Cabús                 | Llardecans | masia        |         | 41° 20′ 58″ N, 0° 34′ 50″ E / 41.3493621361735°N,0.58054996151812°E  |           |                     | Modifica les dades a Wikidata |
|        | Mas del Caldera               | Llardecans | masia        |         | 41° 24′ 23″ N, 0° 32′ 17″ E / 41.406407222007°N,0.53797221833812°E   |           |                     | Modifica les dades a Wikidata |
|        | Mas del Cisterer              | Llardecans | masia        |         | 41° 25′ 30″ N, 0° 31′ 30″ E / 41.4248867971302°N,0.524892215935669°E |           |                     | Modifica les dades a Wikidata |
|        | Mas del Clemenci              | Llardecans | masia        |         | 41° 22′ 56″ N, 0° 33′ 29″ E / 41.3823090342652°N,0.557994703284278°E |           |                     | Modifica les dades a Wikidata |
|        | Mas del Col·lector            | Llardecans | masia        |         | 41° 21′ 13″ N, 0° 34′ 17″ E / 41.3535983943563°N,0.571296686409357°E |           |                     | Modifica les dades a Wikidata |
|        | Mas del Conrado               | Llardecans | masia        |         | 41° 20′ 13″ N, 0° 34′ 09″ E / 41.3369176409452°N,0.56914438481464°E  |           |                     | Modifica les dades a Wikidata |
|        | Mas del Càmio                 | Llardecans | masia        |         | 41° 24′ 05″ N, 0° 32′ 55″ E / 41.4015111776027°N,0.548686917996173°E |           |                     | Modifica les dades a Wikidata |
|        | Mas del Cílio                 | Llardecans | masia        |         | 41° 20′ 15″ N, 0° 35′ 01″ E / 41.3376005538821°N,0.583602619496259°E |           |                     | Modifica les dades a Wikidata |
|        | Mas del Cílio                 | Llardecans | masia        |         | 41° 24′ 47″ N, 0° 30′ 50″ E / 41.4130141387859°N,0.513941552060863°E |           |                     | Modifica les dades a Wikidata |
|        | Mas del Delfí                 | Llardecans | masia        |         | 41° 19′ 37″ N, 0° 33′ 59″ E / 41.3269727299057°N,0.566515255195431°E |           |                     | Modifica les dades a Wikidata |
|        | Mas del Demètrio              | Llardecans | masia        |         | 41° 21′ 29″ N, 0° 34′ 00″ E / 41.3579795373781°N,0.566794453989589°E |           |                     | Modifica les dades a Wikidata |
|        | Mas del Ferrer                | Llardecans | masia        |         | 41° 25′ 47″ N, 0° 30′ 52″ E / 41.4297528347453°N,0.514571199398718°E |           |                     | Modifica les dades a Wikidata |
|        | Mas del Ferrer                | Llardecans | masia        |         | 41° 21′ 55″ N, 0° 32′ 35″ E / 41.3652856248146°N,0.543149624604397°E |           |                     | Modifica les dades a Wikidata |
|        | Mas del Fusteret              | Llardecans | masia        |         | 41° 20′ 54″ N, 0° 32′ 50″ E / 41.3482892272038°N,0.547326891226451°E |           |                     | Modifica les dades a Wikidata |
|        | Mas del Garillo               | Llardecans | masia        |         | 41° 24′ 59″ N, 0° 30′ 49″ E / 41.4162555730343°N,0.513482871993315°E |           |                     | Modifica les dades a Wikidata |
|        | Mas del Garrillo              | Llardecans | masia        |         | 41° 23′ 13″ N, 0° 34′ 43″ E / 41.3870586765877°N,0.578590122212357°E |           |                     | Modifica les dades a Wikidata |
|        | Mas del Guerxet               | Llardecans | masia        |         | 41° 20′ 08″ N, 0° 33′ 19″ E / 41.3355966296353°N,0.555260042584078°E |           |                     | Modifica les dades a Wikidata |
|        | Mas del Jaumet                | Llardecans | masia        |         | 41° 19′ 40″ N, 0° 33′ 39″ E / 41.3278330673725°N,0.560783839848656°E |           |                     | Modifica les dades a Wikidata |
|        | Mas del Joan de la Bernarda   | Llardecans | masia        |         | 41° 23′ 12″ N, 0° 35′ 04″ E / 41.3866795939532°N,0.584547919617648°E |           |                     | Modifica les dades a Wikidata |
|        | Mas del Manà del Sort         | Llardecans | masia        |         | 41° 24′ 29″ N, 0° 32′ 17″ E / 41.4079233010924°N,0.538121649906012°E |           |                     | Modifica les dades a Wikidata |
|        | Mas del Marino                | Llardecans | masia        |         | 41° 19′ 53″ N, 0° 33′ 37″ E / 41.3314677532843°N,0.560170224639751°E |           |                     | Modifica les dades a Wikidata |
|        | Mas del Marquet               | Llardecans | masia        |         | 41° 25′ 25″ N, 0° 29′ 51″ E / 41.423489344292°N,0.497363937194202°E  |           |                     | Modifica les dades a Wikidata |
|        | Mas del Maties                | Llardecans | masia        |         | 41° 25′ 38″ N, 0° 31′ 34″ E / 41.4273358742237°N,0.526115477452179°E |           |                     | Modifica les dades a Wikidata |
|        | Mas del Metge                 | Llardecans | masia        |         | 41° 21′ 52″ N, 0° 34′ 01″ E / 41.3644248175018°N,0.567056339931248°E |           |                     | Modifica les dades a Wikidata |
|        | Mas del Metget                | Llardecans | masia        |         | 41° 25′ 43″ N, 0° 31′ 13″ E / 41.42854532955°N,0.52038210669819°E    |           |                     | Modifica les dades a Wikidata |
|        | Mas del Mig del Patet         | Llardecans | masia        |         | 41° 24′ 59″ N, 0° 31′ 14″ E / 41.4164559706432°N,0.520677915715078°E |           |                     | Modifica les dades a Wikidata |
|        | Mas del Miró                  | Llardecans | masia        |         | 41° 20′ 25″ N, 0° 35′ 03″ E / 41.3402047527214°N,0.584091889348819°E |           |                     | Modifica les dades a Wikidata |
|        | Mas del Moro                  | Llardecans | masia        |         | 41° 25′ 13″ N, 0° 29′ 28″ E / 41.4201460669382°N,0.491078995651459°E |           |                     | Modifica les dades a Wikidata |
|        | Mas del Palet                 | Llardecans | masia        |         | 41° 22′ 20″ N, 0° 34′ 48″ E / 41.3722696967497°N,0.579868279861457°E |           |                     | Modifica les dades a Wikidata |
|        | Mas del Pallejà               | Llardecans | masia        |         | 41° 22′ 06″ N, 0° 34′ 07″ E / 41.3682499979957°N,0.568635396421513°E |           |                     | Modifica les dades a Wikidata |
|        | Mas del Pampo                 | Llardecans | masia        |         | 41° 20′ 03″ N, 0° 35′ 00″ E / 41.3341453967532°N,0.583336049460301°E |           |                     | Modifica les dades a Wikidata |
|        | Mas del Pasqualino            | Llardecans | masia        |         | 41° 21′ 58″ N, 0° 32′ 33″ E / 41.3660447675978°N,0.542427639592086°E |           |                     | Modifica les dades a Wikidata |
|        | Mas del Pastisser             | Llardecans | masia        |         | 41° 20′ 46″ N, 0° 32′ 57″ E / 41.3462482878184°N,0.549184338675733°E |           |                     | Modifica les dades a Wikidata |
|        | Mas del Patarreco             | Llardecans | masia        |         | 41° 20′ 48″ N, 0° 34′ 59″ E / 41.3465404588401°N,0.582997040637831°E |           |                     | Modifica les dades a Wikidata |
|        | Mas del Patet                 | Llardecans | masia        |         | 41° 24′ 09″ N, 0° 31′ 30″ E / 41.4026243838543°N,0.524972096126364°E |           |                     | Modifica les dades a Wikidata |
|        | Mas del Pere Roig             | Llardecans | masia        |         | 41° 20′ 36″ N, 0° 35′ 05″ E / 41.3434171939917°N,0.584809680909499°E |           |                     | Modifica les dades a Wikidata |
|        | Mas del Pere del Fart         | Llardecans | masia        |         | 41° 21′ 06″ N, 0° 34′ 20″ E / 41.3517536357707°N,0.57222589249131°E  |           |                     | Modifica les dades a Wikidata |
|        | Mas del Pio                   | Llardecans | masia        |         | 41° 20′ 37″ N, 0° 34′ 47″ E / 41.3434827647611°N,0.579787717820811°E |           |                     | Modifica les dades a Wikidata |
|        | Mas del Piu                   | Llardecans | masia        |         | 41° 20′ 34″ N, 0° 33′ 49″ E / 41.342790178847°N,0.563619575729067°E  |           |                     | Modifica les dades a Wikidata |
|        | Mas del Planxat               | Llardecans | masia        |         | 41° 21′ 00″ N, 0° 33′ 04″ E / 41.3501381063262°N,0.551249582941692°E |           |                     | Modifica les dades a Wikidata |
|        | Mas del Plasé                 | Llardecans | masia        |         | 41° 20′ 39″ N, 0° 32′ 57″ E / 41.34426612088°N,0.549151144151887°E   |           |                     | Modifica les dades a Wikidata |
|        | Mas del Plàcid                | Llardecans | masia        |         | 41° 24′ 01″ N, 0° 33′ 09″ E / 41.4002424844775°N,0.552550390922295°E |           |                     | Modifica les dades a Wikidata |
|        | Mas del Plàcido               | Llardecans | masia        |         | 41° 20′ 39″ N, 0° 33′ 55″ E / 41.344290735863°N,0.565153148572333°E  |           |                     | Modifica les dades a Wikidata |
|        | Mas del Prudèncio             | Llardecans | masia        |         | 41° 20′ 29″ N, 0° 34′ 51″ E / 41.3413774363936°N,0.580750077488206°E |           |                     | Modifica les dades a Wikidata |
|        | Mas del Quico Miarnau         | Llardecans | masia        |         | 41° 24′ 53″ N, 0° 30′ 46″ E / 41.4148284966422°N,0.512879293422298°E |           |                     | Modifica les dades a Wikidata |
|        | Mas del Ramon d'Isidro        | Llardecans | masia        |         | 41° 20′ 58″ N, 0° 33′ 08″ E / 41.3495750037535°N,0.552298598913768°E |           |                     | Modifica les dades a Wikidata |
|        | Mas del Ramon de Roseto       | Llardecans | masia        |         | 41° 20′ 41″ N, 0° 33′ 31″ E / 41.3446899635605°N,0.558493244565473°E |           |                     | Modifica les dades a Wikidata |
|        | Mas del Ramon de l'Home       | Llardecans | masia        |         | 41° 21′ 55″ N, 0° 34′ 12″ E / 41.3652456807651°N,0.570098246426812°E |           |                     | Modifica les dades a Wikidata |
|        | Mas del Ramon del Cantoner    | Llardecans | masia        |         | 41° 20′ 33″ N, 0° 32′ 54″ E / 41.3424561456041°N,0.548322718957713°E |           |                     | Modifica les dades a Wikidata |
|        | Mas del Ratat                 | Llardecans | masia        |         | 41° 21′ 36″ N, 0° 32′ 54″ E / 41.3599045798549°N,0.548444641008771°E |           |                     | Modifica les dades a Wikidata |
|        | Mas del Ros del Planxat       | Llardecans | masia        |         | 41° 25′ 05″ N, 0° 31′ 43″ E / 41.4181924578829°N,0.528544586272035°E |           |                     | Modifica les dades a Wikidata |
|        | Mas del Roseta                | Llardecans | masia        |         | 41° 23′ 51″ N, 0° 32′ 06″ E / 41.3976050653274°N,0.53491098041319°E  |           |                     | Modifica les dades a Wikidata |
|        | Mas del Rossell               | Llardecans | masia        |         | 41° 20′ 27″ N, 0° 32′ 56″ E / 41.34089119766°N,0.54880832240191°E    |           |                     | Modifica les dades a Wikidata |
|        | Mas del Rossell               | Llardecans | masia        |         | 41° 23′ 45″ N, 0° 33′ 14″ E / 41.395939722478°N,0.55391647938955°E   |           |                     | Modifica les dades a Wikidata |
|        | Mas del Rosset                | Llardecans | masia        |         | 41° 19′ 54″ N, 0° 33′ 54″ E / 41.3315452384767°N,0.565102299596634°E |           |                     | Modifica les dades a Wikidata |
|        | Mas del Sastre                | Llardecans | masia        |         | 41° 21′ 03″ N, 0° 34′ 02″ E / 41.3509619132301°N,0.567151546776159°E |           |                     | Modifica les dades a Wikidata |
|        | Mas del Silo                  | Llardecans | masia        |         | 41° 24′ 28″ N, 0° 31′ 28″ E / 41.4078919860624°N,0.524496924350565°E |           |                     | Modifica les dades a Wikidata |
|        | Mas del Silvestre             | Llardecans | masia        |         | 41° 20′ 49″ N, 0° 34′ 58″ E / 41.3469871795485°N,0.582825135625553°E |           |                     | Modifica les dades a Wikidata |
|        | Mas del Simon                 | Llardecans | masia        |         | 41° 19′ 11″ N, 0° 34′ 16″ E / 41.3195879119587°N,0.571234380369867°E |           |                     | Modifica les dades a Wikidata |
|        | Mas del Sort                  | Llardecans | masia        |         | 41° 23′ 11″ N, 0° 35′ 18″ E / 41.386317360383°N,0.588316504578287°E  |           |                     | Modifica les dades a Wikidata |
|        | Mas del Ton de Pau            | Llardecans | masia        |         | 41° 23′ 40″ N, 0° 33′ 51″ E / 41.3943446867608°N,0.564074517186994°E |           |                     | Modifica les dades a Wikidata |
|        | Mas del Ton de Ricard         | Llardecans | masia        |         | 41° 24′ 26″ N, 0° 31′ 11″ E / 41.4072744568719°N,0.519663432631149°E |           |                     | Modifica les dades a Wikidata |
|        | Mas del Ton de Ricard         | Llardecans | masia        |         | 41° 20′ 58″ N, 0° 32′ 39″ E / 41.349410894809°N,0.54417716444319°E   |           |                     | Modifica les dades a Wikidata |
|        | Mas del Tonet de Florença     | Llardecans | masia        |         | 41° 25′ 49″ N, 0° 30′ 47″ E / 41.430190182694°N,0.51313927090581°E   |           |                     | Modifica les dades a Wikidata |
|        | Mas del Venturet              | Llardecans | masia        |         | 41° 22′ 52″ N, 0° 34′ 46″ E / 41.381171717094°N,0.57958221466367°E   |           |                     | Modifica les dades a Wikidata |
|        | Mas del Ventureta             | Llardecans | masia        |         | 41° 20′ 51″ N, 0° 33′ 52″ E / 41.3475271824273°N,0.564446858215041°E |           |                     | Modifica les dades a Wikidata |
|        | Mas del Xoll                  | Llardecans | masia        |         | 41° 20′ 10″ N, 0° 34′ 46″ E / 41.3360429752°N,0.579346298001381°E    |           |                     | Modifica les dades a Wikidata |
|        | Maset de l'Home               | Llardecans | masia        |         | 41° 22′ 39″ N, 0° 34′ 30″ E / 41.3775712965966°N,0.575008212211928°E |           |                     | Modifica les dades a Wikidata |
|        | Maset de la Curra             | Llardecans | masia        |         | 41° 22′ 49″ N, 0° 34′ 27″ E / 41.3801920401044°N,0.574145491705096°E |           |                     | Modifica les dades a Wikidata |
|        | Maset de la Mariana           | Llardecans | masia        |         | 41° 22′ 35″ N, 0° 34′ 10″ E / 41.37638903993°N,0.569348515584804°E   |           |                     | Modifica les dades a Wikidata |
|        | Maset del Ferrer              | Llardecans | masia        |         | 41° 22′ 54″ N, 0° 33′ 13″ E / 41.3816323979278°N,0.553703103382117°E |           |                     | Modifica les dades a Wikidata |
|        | Maset del Josep Codís         | Llardecans | masia        |         | 41° 20′ 06″ N, 0° 33′ 11″ E / 41.3349529005741°N,0.552941987206737°E |           |                     | Modifica les dades a Wikidata |
|        | Maset del Marian de Toni      | Llardecans | masia        |         | 41° 23′ 20″ N, 0° 36′ 11″ E / 41.3887873280457°N,0.603067050062879°E |           |                     | Modifica les dades a Wikidata |
|        | Maset del Metge               | Llardecans | masia        |         | 41° 22′ 01″ N, 0° 33′ 58″ E / 41.3670259869932°N,0.566122496303202°E |           |                     | Modifica les dades a Wikidata |
|        | Maset del Minguet             | Llardecans | masia        |         | 41° 20′ 11″ N, 0° 33′ 19″ E / 41.3363831385596°N,0.555397915505707°E |           |                     | Modifica les dades a Wikidata |
|        | Maset del Miquel de l'Escolà  | Llardecans | masia        |         | 41° 22′ 44″ N, 0° 34′ 27″ E / 41.3788483342141°N,0.574063916783158°E |           |                     | Modifica les dades a Wikidata |
|        | Maset del Quico Bruno         | Llardecans | masia        |         | 41° 20′ 55″ N, 0° 33′ 22″ E / 41.3487345150334°N,0.555975522372036°E |           |                     | Modifica les dades a Wikidata |
|        | Maset del Roman               | Llardecans | masia        |         | 41° 21′ 03″ N, 0° 32′ 45″ E / 41.3506972447548°N,0.54579020055887°E  |           |                     | Modifica les dades a Wikidata |
|        | Maset del Roseto              | Llardecans | masia        |         | 41° 22′ 15″ N, 0° 34′ 59″ E / 41.3708748202665°N,0.58292103812657°E  |           |                     | Modifica les dades a Wikidata |
|        | Maset del Sort                | Llardecans | masia        |         | 41° 20′ 14″ N, 0° 33′ 07″ E / 41.3370999240943°N,0.551833874523195°E |           |                     | Modifica les dades a Wikidata |

## muntanya
| imatge | Nom                     | Ubicat a               | instància de | Detalls | coordenades                                                         | Protecció | Commons (més fotos) | Dades a WD                    |
| ------ | ----------------------- | ---------------------- | ------------ | ------- | ------------------------------------------------------------------- | --------- | ------------------- | ----------------------------- |
|        | Punta de Cabús          | Llardecans             | muntanya     |         | 41° 20′ 59″ N, 0° 34′ 44″ E / 41.3498°N,0.578886°E 456.3 msnm       |           |                     | Modifica les dades a Wikidata |
|        | Punta de l'Arc          | Llardecans             | muntanya     |         | 41° 25′ 29″ N, 0° 30′ 00″ E / 41.4246°N,0.499981°E 222.9 msnm       |           |                     | Modifica les dades a Wikidata |
|        | Punta de les Perdius    | Llardecans             | muntanya     |         | 41° 25′ 10″ N, 0° 28′ 43″ E / 41.41953333°N,0.47853333°E 268.5 msnm |           |                     | Modifica les dades a Wikidata |
|        | Punta del Rei           | Llardecans             | muntanya     |         | 41° 19′ 38″ N, 0° 33′ 56″ E / 41.3273°N,0.565467°E 373.6 msnm       |           |                     | Modifica les dades a Wikidata |
|        | Roca de la Galera       | Llardecans             | muntanya     |         | 41° 25′ 41″ N, 0° 29′ 35″ E / 41.42808056°N,0.49305°E 228.2 msnm    |           |                     | Modifica les dades a Wikidata |
|        | Tossal de la Carbonella | Torrebesses Llardecans | muntanya     |         | 41° 23′ 22″ N, 0° 36′ 23″ E / 41.3895°N,0.606319°E 468.2 msnm       |           |                     | Modifica les dades a Wikidata |

## serra
| imatge | Nom                   | Ubicat a   | instància de | Detalls | coordenades                                                         | Protecció | Commons (més fotos) | Dades a WD                    |
| ------ | --------------------- | ---------- | ------------ | ------- | ------------------------------------------------------------------- | --------- | ------------------- | ----------------------------- |
|        | Serra de Vall-lleures | Llardecans | serra        |         | 41° 21′ 26″ N, 0° 34′ 54″ E / 41.35712778°N,0.58168056°E 436.2 msnm |           |                     | Modifica les dades a Wikidata |
|        | serra de Maties       | Llardecans | serra        |         | 41° 25′ 23″ N, 0° 32′ 04″ E / 41.423°N,0.534384°E 313 msnm          |           |                     | Modifica les dades a Wikidata |
|        | serra de la Grava     | Llardecans | serra        |         | 41° 22′ 51″ N, 0° 34′ 08″ E / 41.380931°N,0.568979°E 420.4 msnm     |           |                     | Modifica les dades a Wikidata |
|        | serra del Penjat      | Llardecans | serra        |         | 41° 21′ 05″ N, 0° 33′ 52″ E / 41.35138889°N,0.56444444°E 455.7 msnm |           |                     | Modifica les dades a Wikidata |

## Misc
| imatge | Nom                             | Ubicat a   | instància de                                   | Detalls                     | coordenades                                                                                        | Protecció                                            | Commons (més fotos) | Dades a WD                    |
| ------ | ------------------------------- | ---------- | ---------------------------------------------- | --------------------------- | -------------------------------------------------------------------------------------------------- | ---------------------------------------------------- | ------------------- | ----------------------------- |
|        | Castell de Llardecans           | Llardecans | castell                                        | 13rd century                | 41° 22′ 32″ N, 0° 32′ 59″ E / 41.3755°N,0.549726°E ca:Carrer de la Vila Closa, Llardecans 409 msnm | bé d'interès cultural bé cultural d'interès nacional |                     | Modifica les dades a Wikidata |
|        | Llardecans                      | Llardecans | entitat singular de població capital municipal | 427 hab                     | 41° 22′ 31″ N, 0° 33′ 00″ E / 41.37520163°N,0.55006906°E 396 msnm                                  |                                                      |                     | Modifica les dades a Wikidata |
|        | Molí fariner dels Horts         | Llardecans | molí d'aigua                                   | Estil: arquitectura popular | | bé integrant del patrimoni cultural català           |                     | Modifica les dades a Wikidata |
|        | Pinjat                          | Llardecans | vèrtex geodèsic                                | Alt: 1.2m                   | 41° 21′ 05″ N, 0° 33′ 32″ E / 41.35135°N,0.559001°E 441.569 msnm                                   |                                                      |                     | Modifica les dades a Wikidata |
|        | Poblat d'Adar                   | Llardecans | despoblat                                      | 14th century                | 41° 25′ 25″ N, 0° 30′ 00″ E / 41.423518°N,0.499927°E ca:Camí de Llardecans a Aitona, Adar 238 msnm | bé d'interès cultural bé cultural d'interès nacional | Poblat d'Adar       | Modifica les dades a Wikidata |
|        | Roca de la Mel                  | Llardecans | menhir                                         |                             | 41° 19′ 54″ N, 0° 34′ 39″ E / 41.3315931789675°N,0.577611213871537°E                               |                                                      |                     | Modifica les dades a Wikidata |
|        | Sínia dels Horts                | Llardecans | sínia                                          | Estil: arquitectura popular | | bé integrant del patrimoni cultural català           |                     | Modifica les dades a Wikidata |
|        | casa consistorial de Llardecans | Llardecans | casa consistorial                              |                             | 41° 22′ 27″ N, 0° 33′ 02″ E / 41.3741358°N,0.5505718°E                                             |                                                      |                     | Modifica les dades a Wikidata |
|        | font de la Bernarda             | Llardecans | font                                           |                             | 41° 23′ 16″ N, 0° 35′ 23″ E / 41.3878683627676°N,0.589694289089243°E                               |                                                      |                     | Modifica les dades a Wikidata |